# Agordo
Agordo – miejscowość i gmina we Włoszech, w regionie Wenecja Euganejska, w prowincji Belluno.
Według danych na styczeń 2009 gminę zamieszkiwało 4212 osób przy gęstości zaludnienia 177,9 os./1 km².